# موتور انوشیروان (خاش)
موتور انوشیروان روستایی در دهستان اسماعیل‌آباد بخش مرکزی شهرستان خاش استان سیستان و بلوچستان ایران است.

## جمعیت
بر پایه سرشماری عمومی نفوس و مسکن در سال ۱۳۹۵ جمعیت این روستا ۱۱۲ نفر (۴۲خانوار) بوده‌است.